# Marry Me (Jennifer Lopez e Maluma)
Marry Me è un singolo della cantante statunitense Jennifer Lopez e del cantante colombiano Maluma, pubblicato il 2 febbraio 2022.

## Descrizione
Il brano è il terzo singolo estratto dalla colonna sonora della commedia musicale Marry Me - Sposami, con protagonisti Jennifer Lopez e Maluma. Del brano sono state incise due versioni, entrambe contenute nella colonna sonora: Kat & Bastian Duet, versione principale e brano portante del film, inviata come singolo alle radio, e Ballad, rilettura del brano come ballata utilizzata per la promozione televisiva del film e della colonna sonora.

## Promozione
Jennifer Lopez e Maluma hanno eseguito Marry Me (Ballad) per la prima volta dal vivo il 5 febbraio 2022 durante il programma televisivo della NBC The Tonight Show Starring Jimmy Fallon.

## Video musicale
Per entrambe le versioni del brano sono stati prodotti videoclip ufficiali, diretti dal regista Santiago Salviche. Il video della versione Ballad è stato pubblicato il l'11 marzo 2022 sul canale YouTube di Jennifer Lopez, e presenta un breve cameo dell'attore Ben Affleck, marito della Lopez.
Il video della versione Kat & Bastian Duet è stato pubblicato in esclusiva sulla pagina Facebook di Jennifer Lopez il 18 marzo 2022, e in seguito sul suo canale YouTube il 18 giugno 2022; nel video vengono mostrate scene di Jennifer Lopez e Maluma in concerto al Madison Square Garden di New York registrate per il film Marry Me - Sposami.

## Tracce
Kat & Bastian Duet
Testi di Michael Pollack, Nicholas Sarazen, Olivia Waithe, Maluma, Edgar Barrera, Stefan Johnson, Jordan Johnson, Oliver Peterhof, musiche di Pollack, The Monsters & Strangerz, Sarazen.
1. Marry Me (Kat & Bastian Duet) – 2:37

Ballad
Testi di Michael Pollack, Nicholas Sarazen, Olivia Waithe, Maluma, Edgar Barrera, musiche di Kim Burse, Kevin Teasley.
1. Marry Me (Ballad) – 3:33